# Peter Kent
Peter Kent (* 23. června 1957, Severní Vancouver) je kanadský filmový herec a zejména kaskadér. Byl hlavním kaskadérem Arnolda Schwarzeneggera. Sám si zahrál v několika filmech a seriálech jako např. Hvězdná brána.
V současnosti účinkuje na kanálu Discovery a natáčí svůj pořad Stunt Dawgs o kaskadérech. Je zároveň šéfem tohoto centra.